# Gastronomie wallonne
La gastronomie wallonne est une expression désignant l'ensemble des spécialités ayant leur origine dans le pays wallon. La gastronomie wallonne est l'une des composantes de la cuisine belge.

## Produits du terroir

### Bières

#### Pils
- Jupiler

#### Trappistes
- Chimay
- Orval
- Rochefort

#### D'abbayes non trappistes
- Abbaye d'Aulne
- Floreffe
- St Feuillien
- Val-Dieu

#### Spéciales
- Archiduc
- Barbãr
- Bush
- Chouffe
- Curtius
- Elfique
- Binchoise[2]
- La Fantôme
- La Gauloise
- La Rochehaut (since 2019)
- La Rulles
- Lupulus
- Saison Dupont

La Ciney, la Maredsous et la Leffe d'origine wallonne sont produites maintenant en région flamande selon leurs recettes originales.
Une liste plus complète des bières wallonnes est présente ici.

### Vins
- Côtes de Sambre et Meuse
- Crémant de Wallonie

### Alcools
- Peket
- Genièvre
- cidre du pays de Herve
- Maitrank du pays d'Arlon
- Zizi Coin Coin

### Viandes
- Lapin à la tournaisienne
- Lapin à la brabançonne
- Bœuf de race blanc bleu belge
- Boudin de Liège
- Foie gras[3]
- Jambon et saucisson d'Ardenne
- Porc piétrain
- Côtelette al berdouille

### Chocolats
- Chocolat belge
- Chocolat Galler
- Chocolat Jacques
- Chocolatier Franz
- Marcolini
- Côte d'Or

### Gastéropodes
- Bigorneaux
- Bulots
- Escargots[4]

### Fruits
- Fraise de Wépion
- Pomme et poire des vergers de Hesbaye et du pays de Herve
- Fraise de Vottem
- Les variétés anciennes de Wallonie sont consultables sur le site du CRAW[5].

### Beurres
- Beurre d'Ardenne, appellation d'origine contrôlée

### Fromages
- Cassette de Beaumont[6]
- Fromages belges (trappistes, d'abbaye…)
- Fromage de Herve (AOP[7])
- Fleurs des Fagnes[6]
- Autres fromages du pays de Herve : Bouquet des Moines, Bleu des Moines[6], Trou d'Sottai, Boû d'Fagne, Carré de Liège
- Vieux Système
- Casse-Croûte
- Maquée (fromage frais)
- Orval (fromage)
- Carré de Tourpes
- Boulette de Huy
- Boulette de Nivelles[6]
- Boulette de Romedenne
- Collégial de Ciney

Pour une liste plus détaillées des fromages wallons.

### Friandises
- Violette de Liège
- Cuberdon

### Féculents
- Plate de Florenville[8]

## Spécialités culinaires
- Avisances de Namur
- Baisers de Namur
- Baisers de Gembloux
- Baisers de Malmedy
- Boudin vert à Orp-Jauche et Jodoigne
- Boulet ou boulette à la liégeoise
- Bouquette
- Cannibale
- Cougnous d'Andenne
- Couque de Dinant
- Cramique
- Cûtès peûres
- Escavèche dans la région de Chimay
- Faisan aux chicons dans le Brabant wallon
- Flamiche de Dinant
- Gâteau de Verviers
- Gauff’ au suc’ ou gaufre au sucre au pays de Liège (« gaufre de Liège » en dehors ; wafe en wallon)
- Gaufre aux fruits
- Gaufre de Bruxelles (« gaufre belge » en dehors du pays)
- Gosette
- Gozå
- Lacquemant
- Lapin du lundi parjuré à Tournai
- Lev'Gos à Olne
- Macarons de Beaumont
- Massepain cuit
- Matoufet
- Merveilleux
- Mitraillette
- Noix de piétrain au sel marin et sept épices à Piétrain
- Pâté gaumais (appellation protégée)
- Rombosse
- Salade liégeoise
- Salade russe (Malmedy)
- Sirop de Liège
- Tarte al d'jote à Nivelles
- Tarte au fromage ou Blanke Doreye à Jodoigne
- Tarte du Lothier à Genappe
- Tarte au maton autant traditionnelle dans les environs d'Ath qu'en Flandre voisine.
- Tarte au riz ou dorèye de Verviers
- Tarte au stofé de Wavre
- Tarte au sucre brun à Waterloo
- Tarte au Vi paurin à Rixensart
- Touffaye gaumaise
- Vaution de Verviers